# Kursgletsjer
De Kursgletsjer (Deens: Kursbræ) is een gletsjer in Nationaal park Noordoost-Groenland in het oosten van Groenland. 

## Geografie
De gletsjer is west-oost georiënteerd en heeft een lengte van meer dan 20 kilometer. Ze mondt in het oosten uit en water via een kort gletsjerriviertje af in een gletsjermeer naast de Borgjøkelengletsjer.
Op ongeveer 35 kilometer ten oosten ligt de grote L. Bistrupgletsjer, ongeveer drie kilometer ten zuiden de Ponygletsjer, ongeveer 30 kilometer naar het zuidoosten de Ejnargletsjer en ongeveer 15 kilometer naar het noordwesten de Borgjøkelengletsjer.